# Narumi Miura
Narumi Miura (三浦 成美?, Miura Narumi; Kawasaki, 3 luglio 1997) è una calciatrice giapponese, centrocampista del Washington Spirit e della nazionale giapponese.

## Carriera

### Club

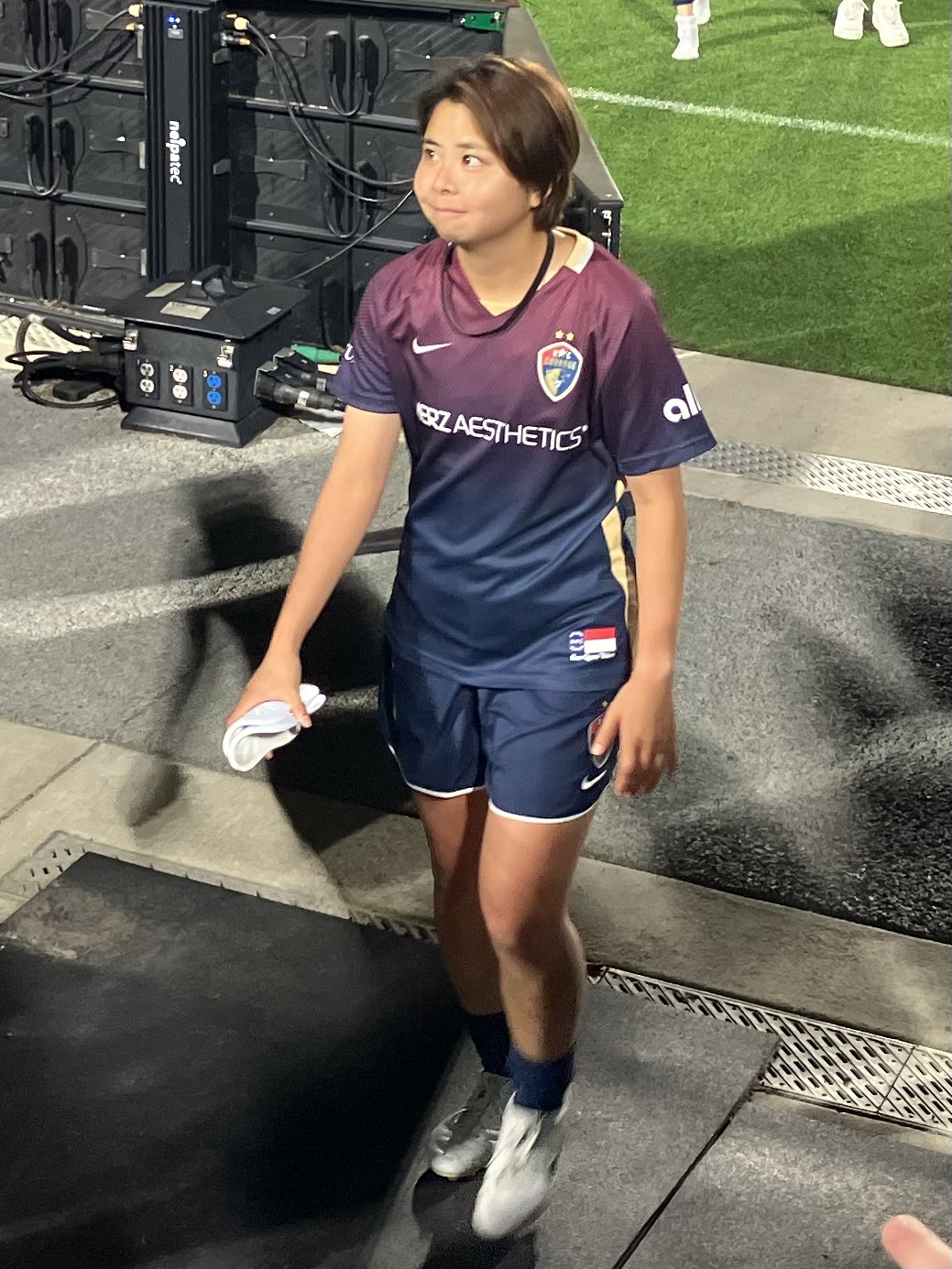
Miura con la maglia del North Carolina Courage nel maggio 2023.

Miura si appassiona al calcio fin da giovanissima. Dal 2013 veste la maglia dell'Nippon TV Beleza, che dal 2014 cambia denominazione in Nippon TV Beleza, giocando prima nelle sue formazioni giovanili e, dal 2016, nella formazione titolare che disputa la Nadeshiko League Division 1, livello di vertice del campionato giapponese.
Negli anni che seguirono vince per quattro volte consecutive il campionato, ottenendo anche due double e un treble campionato-coppa-League Cup nella stagione 2018.
Nel febbraio 2023 coglie l'occasione per disputare il suo primo campionato estero, firmando un contratto con le statunitensi del North Carolina Courage. Sotto la guida del tecnico Sean Nahas debutta, da titolare, in National Women's Soccer League il 25 marzo di quell'anno, alla prima giornata di campionato, nella vittoria interna per 1-0 sulle avversarie del Kansas City Current. Ha giocato da titolare al Courage per due stagioni consecutive, vincendo nel 2023 la NWSL Challenge Cup.
Il 17 dicembre 2024 è stato annunciato il suo trasferimento al Washington Spirit. Alla prima partita ufficiale con la nuova squadra, ha vinto la sua seconda NWSL Challenge Cup, la prima per lo Spirit, realizzando uno dei tiri di rigore che hanno deciso la sfida contro l'Orlando Pride.

## Statistiche

### Cronologia presenze e reti in nazionale
Fonte: scheda sul sito della federazione giapponese.

| Cronologia completa delle presenze e delle reti in nazionale ― Giappone | Cronologia completa delle presenze e delle reti in nazionale ― Giappone | Cronologia completa delle presenze e delle reti in nazionale ― Giappone | Cronologia completa delle presenze e delle reti in nazionale ― Giappone | Cronologia completa delle presenze e delle reti in nazionale ― Giappone | Cronologia completa delle presenze e delle reti in nazionale ― Giappone | Cronologia completa delle presenze e delle reti in nazionale ― Giappone | Cronologia completa delle presenze e delle reti in nazionale ― Giappone |
| Data                                                                    | Città                                                                   | In casa                                                                 | Risultato                                                               | Ospiti                                                                  | Competizione                                                            | Reti                                                                    | Note                                                                    |
| ----------------------------------------------------------------------- | ----------------------------------------------------------------------- | ----------------------------------------------------------------------- | ----------------------------------------------------------------------- | ----------------------------------------------------------------------- | ----------------------------------------------------------------------- | ----------------------------------------------------------------------- | ----------------------------------------------------------------------- |
| 10-6-2018                                                               | Wellington                                                              | Nuova Zelanda                                                           | 1 – 3                                                                   | Giappone                                                                | Amichevole                                                              | -                                                                       |                                                                         |
| 26-7-2018                                                               | Kansas City                                                             | Stati Uniti                                                             | 4 – 2                                                                   | Giappone                                                                | Tournament of Nations 2018                                              | -                                                                       |                                                                         |
| 29-7-2018                                                               | East Hartford                                                           | Giappone                                                                | 1 – 2                                                                   | Brasile                                                                 | Tournament of Nations 2018                                              | -                                                                       |                                                                         |
| 2-8-2018                                                                | Bridgeview                                                              | Giappone                                                                | 0 – 2                                                                   | Australia                                                               | Tournament of Nations 2018                                              | -                                                                       |                                                                         |
| 11-11-2018                                                              | Tottori                                                                 | Giappone                                                                | 4 – 1                                                                   | Norvegia                                                                | Amichevole                                                              | -                                                                       |                                                                         |
| 5-3-2019                                                                | Tampa                                                                   | Inghilterra                                                             | 3 – 0                                                                   | Giappone                                                                | SheBelieves Cup 2019                                                    | -                                                                       | 46’                                                                     |
| 4-4-2019                                                                | Auxerre                                                                 | Francia                                                                 | 3 – 1                                                                   | Giappone                                                                | Amichevole                                                              | -                                                                       |                                                                         |
| 9-4-2019                                                                | Paderborn                                                               | Germania                                                                | 2 – 2                                                                   | Giappone                                                                | Amichevole                                                              | -                                                                       | 83’                                                                     |
| 2-6-2019                                                                | Décines-Charpieu                                                        | Spagna                                                                  | 1 – 1                                                                   | Giappone                                                                | Amichevole                                                              | -                                                                       | 60’                                                                     |
| 10-6-2019                                                               | Parigi                                                                  | Argentina                                                               | 0 – 0                                                                   | Giappone                                                                | Mondiale                                                                | -                                                                       |                                                                         |
| 14-6-2019                                                               | Rennes                                                                  | Giappone                                                                | 2 – 1                                                                   | Scozia                                                                  | Mondiale                                                                | -                                                                       |                                                                         |
| 19-6-2019                                                               | Nizza                                                                   | Giappone                                                                | 0 – 2                                                                   | Inghilterra                                                             | Mondiale                                                                | -                                                                       | 62’                                                                     |
| 25-6-2019                                                               | Rennes                                                                  | Paesi Bassi                                                             | 2 – 1                                                                   | Giappone                                                                | Mondiale                                                                | -                                                                       |                                                                         |
| 6-10-2019                                                               | Shizuoka                                                                | Giappone                                                                | 4 – 0                                                                   | Canada                                                                  | Amichevole                                                              | -                                                                       | 42’                                                                     |
| 10-11-2019                                                              | Kyoto                                                                   | Giappone                                                                | 2 – 0                                                                   | Sudafrica                                                               | Amichevole                                                              | -                                                                       | 79’                                                                     |
| 14-12-2019                                                              | Busan                                                                   | Cina                                                                    | 0 – 3                                                                   | Giappone                                                                | Campionato EAFF 2019                                                    | -                                                                       |                                                                         |
| 17-12-2019                                                              | Busan                                                                   | Corea del Sud                                                           | 0 – 1                                                                   | Giappone                                                                | Campionato EAFF 2019                                                    | -                                                                       |                                                                         |
| 5-3-2020                                                                | Orlando                                                                 | Spagna                                                                  | 3 – 1                                                                   | Giappone                                                                | SheBelieves Cup 2020                                                    | -                                                                       |                                                                         |
| 8-3-2020                                                                | Harrison                                                                | Giappone                                                                | 0 – 1                                                                   | Inghilterra                                                             | SheBelieves Cup 2020                                                    | -                                                                       |                                                                         |
| 11-3-2020                                                               | Frisco                                                                  | Stati Uniti                                                             | 3 – 1                                                                   | Giappone                                                                | SheBelieves Cup 2020                                                    | -                                                                       |                                                                         |
| 8-4-2021                                                                | Sendai                                                                  | Giappone                                                                | 7 – 0                                                                   | Paraguay                                                                | Amichevole                                                              | -                                                                       | 80’                                                                     |
| 10-6-2021                                                               | Hiroshima                                                               | Giappone                                                                | 8 – 0                                                                   | Ucraina                                                                 | Amichevole                                                              | -                                                                       | 67’                                                                     |
| 13-6-2021                                                               | Utsunomiya                                                              | Giappone                                                                | 5 – 1                                                                   | Messico                                                                 | Amichevole                                                              | -                                                                       | 81’                                                                     |
| 14-7-2021                                                               | Kyoto                                                                   | Giappone                                                                | 1 – 0                                                                   | Australia                                                               | Amichevole                                                              | -                                                                       |                                                                         |
| 21-7-2021                                                               | Sapporo                                                                 | Giappone                                                                | 1 – 1                                                                   | Canada                                                                  | Olimpiadi 2020 - Fase a gironi                                          | -                                                                       |                                                                         |
| 24-7-2021                                                               | Sapporo                                                                 | Giappone                                                                | 0 – 1                                                                   | Gran Bretagna                                                           | Olimpiadi 2020 - Fase a gironi                                          | -                                                                       | 67’                                                                     |
| 27-7-2021                                                               | Rifu                                                                    | Cile                                                                    | 0 – 1                                                                   | Giappone                                                                | Olimpiadi 2020 - Fase a gironi                                          | -                                                                       | 83’                                                                     |
| 30-7-2021                                                               | Saitama                                                                 | Svezia                                                                  | 3 – 1                                                                   | Giappone                                                                | Olimpiadi 2020 - Quarti di finale                                       | -                                                                       | 72’                                                                     |
| 27-6-2022                                                               | Helsinki                                                                | Finlandia                                                               | 1 – 5                                                                   | Finlandia                                                               | Amichevole                                                              | -                                                                       | 46’                                                                     |
| 23-7-2022                                                               | Kashima                                                                 | Giappone                                                                | 4 – 1                                                                   | Taipei cinese                                                           | Campionato EAFF 2022                                                    | -                                                                       |                                                                         |
| 23-9-2023                                                               | Kyoto                                                                   | Giappone                                                                | 8 – 0                                                                   | Argentina                                                               | Amichevole                                                              | -                                                                       | 85’                                                                     |
| 23-2-2025                                                               | Glendale                                                                | Colombia                                                                | 1 – 4                                                                   | Giappone                                                                | SheBelieves Cup 2025                                                    | -                                                                       | 46’                                                                     |
| Totale                                                                  |                                                                         | Presenze                                                                | 32                                                                      |                                                                         | Reti                                                                    | 0                                                                       |                                                                         |

## Palmarès

### Club
- Campionato giapponese: 4

Nippon TV Beleza: 2016, 2017, 2018, 2019
- Coppa dell'Imperatrice: 2

Nippon TV Beleza: 2017, 2018
- Nadeshiko League Cup: 2

Nippon TV Beleza: 2016, 2018
- NWSL Challenge Cup: 1

North Carolina Courage: 2023

### Nazionale
- SheBelieves Cup: 1

2025